# Neuseeländische Badmintonmeisterschaft 1928
Die Neuseeländische Badmintonmeisterschaft 1928 fand in Napier statt. Es war die zweite Austragung der Badmintonmeisterschaften von Neuseeland. 	

## Titelträger
| Disziplin    | Sieger                            |
| ------------ | --------------------------------- |
| Herreneinzel | T. Kelly                          |
| Dameneinzel  | E. Hetley                         |
| Herrendoppel | Ralph Creed Meredith L. H. Wilson |
| Damendoppel  | E. Hetley F. N. Harvey            |
| Mixed        | E. Dart Mrs. Dart                 |